# Dąbrowa (Dąbrówno)
Dąbrowa (deutsch Reinshof) ist ein kleiner Ort in der polnischen Woiwodschaft Ermland-Masuren und gehört zur Gmina Dąbrówno (Landgemeinde Gilgenburg) im Powiat Ostródzki (Kreis Osterode in Ostpreußen).

## Geographische Lage
Dąbrowa liegt im Südwesten der Woiwodschaft Ermland-Masuren, 16 Kilometer nordwestlich der früheren Kreisstadt Neidenburg (polnisch Nidzica) bzw. 35 Kilometer südöstlich der heutigen Kreismetropole Ostróda (deutsch Osterode in Ostpreußen).

## Geschichte
Das einst große Vorwerk Reinshof trug diesen Ortsnamen erst seit dem 23. März 1881 und wurde bis dahin Dombrowo genannt. Der Ort war in den Gutsbezirk Kownatken (polnisch Kownatki) im Kreis Neidenburg eingegliedert, kam am 30. September 1928 zur gleichnamigen Landgemeinde, die 1938 in „Kaunen“ umbenannt wurde.
Seit der 1945 erfolgten Überstellung des gesamten südlichen Ostpreußen an Polen trägt Reinshof die polnische Namensform „Dąbrowa“. Die Siedlung (polnisch Osada) ist heute in die Gmina Dąbrówno (Landgemeinde Gilgenburg) im Powiat Ostródzki (Kreis Osterode in Ostpreußen) einbezogen, bis 1998 der Woiwodschaft Olsztyn, seither der Woiwodschaft Ermland-Masuren zugehörig.

## Kirche
Bis 1945 war Reinshof in die evangelische Kirche Groß Gardienen (polnisch
Gardyny) in der Kirchenprovinz Ostpreußen der Kirche der Altpreußischen Union, außerdem in die römisch-katholische Kirche Thurau (polnisch Turowo) im Bistum Ermland eingepfarrt.
Heute gehört Dąbrowa immer noch evangelischerseits zu Gardyny, die heute eine Filialkirche der Heilig-Kreuz-Kirche Nidzica (Neidenburg) in der Diözese Masuren der Evangelisch-Augsburgischen Kirche in Polen ist, und katholischerseits immer noch zur Kirche in Turowo, die jetzt dem Erzbistum Ermland zugeordnet ist.

## Verkehr
Dąbrowa liegt an einer Nebenstraße, die die beiden Woiwodschaftsstraßen DW 537 und DW 538 miteinander verbindet. Eine Anbindung an den Bahnverkehr besteht nicht.